# Vuelta a España 2022/Fahrerfeld
Das Fahrerfeld des Vuelta a España 2022 umfasst 183 Radrennfahrer in 23 Teams und 31 Nationen. Das Durchschnittsalter aller Teilnehmer liegt bei 28 Jahren und 178 Tagen.
Legende:
- Auszeichnungen in den Wertungen:
  - : Maillot Rojo für den Gesamtführenden
  - : Maillot Verde für den Punktbesten
  - : Maillot Lunares für den besten Bergfahrer
  - : Maillot Blanco für den besten Nachwuchsfahrer
- Nr. : Startnummer
- Aus.: Ausschluss durch Rennleitung vor Rennbeginn
- Susp.: Suspendierung, Ausschluss durch eigenes Team (in Klammern die entsprechende Etappe)
- HD: außerhalb der Karenzzeit
- DSQ: Disqualifikation, Ausschluss durch Rennleitung nach Rennbeginn (in Klammern die entsprechende Etappe)
- DNF: Aufgabe, Abbruch der Rundfahrt durch den Fahrer während einer Etappe (in Klammern die entsprechende Etappe)
- DNS: Aufgabe, Abbruch der Rundfahrt durch den Fahrer vor einer Etappe (in Klammern die entsprechende Etappe)

| Jumbo-Visma TJV | Jumbo-Visma TJV                 | Jumbo-Visma TJV |
| --------------- | ------------------------------- | --------------- |
| Nr.             | Fahrer                          | Platz           |
| 1               | Primož Roglič (SLO)             | DNS-17          |
| 2               | Edoardo Affini (ITA)            | DNS-10          |
| 3               | Rohan Dennis (AUS) (Zeitfahren) | 52.             |
| 4               | Robert Gesink (NED)             | 41.             |
| 5               | Chris Harper (AUS)              | 33.             |
| 6               | Sepp Kuss (USA)                 | DNS-9           |
| 7               | Sam Oomen (NED)                 | 30.             |
| 8               | Mike Teunissen (NED)            | 91.             |

| AG2R Citroën Team ACT | AG2R Citroën Team ACT          | AG2R Citroën Team ACT |
| --------------------- | ------------------------------ | --------------------- |
| Nr.                   | Fahrer                         | Platz                 |
| 11                    | Ben O’Connor (AUS)             | 8.                    |
| 12                    | Clément Champoussin (FRA)      | 32.                   |
| 13                    | Jaakko Hänninen (FIN)          | DNS-7                 |
| 14                    | Bob Jungels (LUX) (Zeitfahren) | 51.                   |
| 15                    | Nans Peters (FRA)              | 61.                   |
| 16                    | Nicolas Prodhomme (FRA)        | 73.                   |
| 17                    | Antoine Raugel (FRA)           | 115.                  |
| 18                    | Andrea Vendrame (ITA)          | DNS-7                 |

| Astana Qazaqstan Team AST | Astana Qazaqstan Team AST | Astana Qazaqstan Team AST |
| ------------------------- | ------------------------- | ------------------------- |
| Nr.                       | Fahrer                    | Platz                     |
| 21                        | Miguel Ángel López (COL)  | 4.                        |
| 22                        | Samuele Battistella (ITA) | DNS-18                    |
| 23                        | David de la Cruz (ESP)    | 21.                       |
| 24                        | Jewgeni Fjodorow (KAZ)    | 123.                      |
| 25                        | Alexei Luzenko (KAZ)      | 71.                       |
| 26                        | Vincenzo Nibali (ITA)     | 45.                       |
| 27                        | Wadim Pronski (KAZ)       | 38.                       |
| 28                        | Harold Tejada (COL)       | 65.                       |

| Bahrain Victorious TBV | Bahrain Victorious TBV  | Bahrain Victorious TBV |
| ---------------------- | ----------------------- | ---------------------- |
| Nr.                    | Fahrer                  | Platz                  |
| 31                     | Mikel Landa (ESP)       | 15.                    |
| 32                     | Santiago Buitrago (COL) | DNS-12                 |
| 33                     | Gino Mäder (SUI)        | 20.                    |
| 34                     | Wout Poels (NED)        | DNS-9                  |
| 35                     | Luis León Sánchez (ESP) | 16.                    |
| 36                     | Jasha Sütterlin (GER)   | 85.                    |
| 37                     | Fred Wright (GBR)       | 67.                    |
| 38                     | Edoardo Zambanini (ITA) | 36.                    |

| Bora-Hansgrohe BOH | Bora-Hansgrohe BOH            | Bora-Hansgrohe BOH |
| ------------------ | ----------------------------- | ------------------ |
| Nr.                | Fahrer                        | Platz              |
| 41                 | Sam Bennett (IRL)             | DNS-10             |
| 42                 | Matteo Fabbro (ITA)           | 54.                |
| 43                 | Sergio Higuita (COL) (Straße) | 23.                |
| 44                 | Jai Hindley (AUS)             | 10.                |
| 45                 | Wilco Kelderman (NED)         | 18.                |
| 46                 | Jonas Koch (GER)              | 99.                |
| 47                 | Ryan Mullen (IRL)             | 128.               |
| 48                 | Danny van Poppel (NED)        | 121.               |

| Cofidis COF | Cofidis COF           | Cofidis COF |
| ----------- | --------------------- | ----------- |
| Nr.         | Fahrer                | Platz       |
| 51          | Jesús Herrada (ESP)   | 56.         |
| 52          | Bryan Coquard (FRA)   | DNS-17      |
| 53          | Davide Cimolai (ITA)  | 134.        |
| 54          | Thomas Champion (FRA) | 98.         |
| 55          | Rubén Fernández (ESP) | 59.         |
| 56          | José Herrada (ESP)    | DNS-10      |
| 57          | Rémy Rochas (FRA)     | DNF-7       |
| 58          | Davide Villella (ITA) | 53.         |

| EF Education-EasyPost EFE | EF Education-EasyPost EFE    | EF Education-EasyPost EFE |
| ------------------------- | ---------------------------- | ------------------------- |
| Nr.                       | Fahrer                       | Platz                     |
| 61                        | Rigoberto Urán (COL)         | 9.                        |
| 62                        | Jonathan Caicedo (ECU)       | 69.                       |
| 63                        | Hugh Carthy (GBR)            | 25.                       |
| 64                        | Esteban Chaves (COL)         | DNS-16                    |
| 65                        | Merhawi Kudus (ERI) (Straße) | 79.                       |
| 66                        | Mark Padun (UKR)             | 46.                       |
| 67                        | James Shaw (GBR)             | 87.                       |
| 68                        | Julius van den Berg (NED)    | 130.                      |

| Groupama-FDJ GFC | Groupama-FDJ GFC                  | Groupama-FDJ GFC |
| ---------------- | --------------------------------- | ---------------- |
| Nr.              | Fahrer                            | Platz            |
| 71               | Thibaut Pinot (FRA)               | 17.              |
| 72               | Bruno Armirail (FRA) (Zeitfahren) | DNS-18           |
| 73               | Fabian Lienhard (SUI)             | 122.             |
| 74               | Rudy Molard (FRA)                 | 31.              |
| 75               | Quentin Pacher (FRA)              | DNF-18           |
| 76               | Sébastien Reichenbach (SUI)       | 24.              |
| 77               | Miles Scotson (AUS)               | 109.             |
| 78               | Jake Stewart (GBR)                | DNS-8            |

| Ineos Grenadiers IGD | Ineos Grenadiers IGD               | Ineos Grenadiers IGD |
| -------------------- | ---------------------------------- | -------------------- |
| Nr.                  | Fahrer                             | Platz                |
| 81                   | Richard Carapaz (ECU) (Zeitfahren) | 14.                  |
| 82                   | Dylan van Baarle (NED)             | 49.                  |
| 83                   | Tao Geoghegan Hart (GBR)           | 19.                  |
| 84                   | Ethan Hayter (GBR) (Zeitfahren)    | DNS-10               |
| 85                   | Lucas Plapp (AUS) (Straße)         | 95.                  |
| 86                   | Carlos Rodríguez (ESP) (Straße)    | 7.                   |
| 87                   | Pavel Sivakov (FRA)                | DNS-11               |
| 88                   | Ben Turner (GBR)                   | 72.                  |

| Intermarché-Wanty-Gobert Matériaux IWG | Intermarché-Wanty-Gobert Matériaux IWG | Intermarché-Wanty-Gobert Matériaux IWG |
| -------------------------------------- | -------------------------------------- | -------------------------------------- |
| Nr.                                    | Fahrer                                 | Platz                                  |
| 91                                     | Jan Bakelants (BEL)                    | 29.                                    |
| 92                                     | Jan Hirt (CZE)                         | DNS-6                                  |
| 93                                     | Julius Johansen (DEN)                  | 129.                                   |
| 94                                     | Louis Meintjes (RSA)                   | 11.                                    |
| 95                                     | Domenico Pozzovivo (ITA)               | DNF-15                                 |
| 96                                     | Rein Taaramäe (EST) (Zeitfahren)       | DNF-17                                 |
| 97                                     | Gerben Thijssen (BEL)                  | DNF-9                                  |
| 98                                     | Boy van Poppel (NED)                   | DNF-12                                 |

| Israel-Premier Tech IPT | Israel-Premier Tech IPT           | Israel-Premier Tech IPT |
| ----------------------- | --------------------------------- | ----------------------- |
| Nr.                     | Fahrer                            | Platz                   |
| 101                     | Michael Woods (CAN)               | DNF-3                   |
| 102                     | Patrick Bevin (NZL)               | 75.                     |
| 103                     | Alessandro De Marchi (ITA)        | 103.                    |
| 104                     | Itamar Einhorn (ISR) (Straße)     | DNF-8                   |
| 105                     | Chris Froome (GBR)                | 114.                    |
| 106                     | Omer Goldstein (ISR) (Zeitfahren) |                         |
| 107                     | Carl Fredrik Hagen (NOR)          | 34.                     |
| 108                     | Daryl Impey (RSA)                 | 101.                    |

| Lotto-Soudal LTS | Lotto-Soudal LTS      | Lotto-Soudal LTS |
| ---------------- | --------------------- | ---------------- |
| Nr.              | Fahrer                | Platz            |
| 111              | Thomas De Gendt (BEL) | 80.              |
| 112              | Cedric Beullens (BEL) | 108.             |
| 113              | Filippo Conca (ITA)   | DNS-17           |
| 114              | Steff Cras (BEL)      | DNF-2            |
| 115              | Jarrad Drizners (AUS) | DNS-10           |
| 116              | Kamil Małecki (POL)   | 125.             |
| 117              | Harry Sweeny (AUS)    | DNS-10           |
| 118              | Maxim Van Gils (BEL)  | DNS-16           |

| Movistar Team MOV | Movistar Team MOV                    | Movistar Team MOV |
| ----------------- | ------------------------------------ | ----------------- |
| Nr.               | Fahrer                               | Platz             |
| 121               | Alejandro Valverde (ESP)             | 13.               |
| 122               | Mathias Norsgaard (DEN) (Zeitfahren) | DNS-10            |
| 123               | Lluís Mas (ESP)                      | 133.              |
| 124               | Enric Mas (ESP)                      | 2.                |
| 125               | Gregor Mühlberger (AUT)              | 50.               |
| 126               | Nélson Oliveira (POR)                | 37.               |
| 127               | José Joaquín Rojas (ESP)             | 48.               |
| 128               | Carlos Verona (ESP)                  | 35.               |

| Quick-Step Alpha Vinyl QST | Quick-Step Alpha Vinyl QST         | Quick-Step Alpha Vinyl QST |
| -------------------------- | ---------------------------------- | -------------------------- |
| Nr.                        | Fahrer                             | Platz                      |
| 131                        | Julian Alaphilippe (FRA) (Straße)  | DNF-11                     |
| 132                        | Rémi Cavagna (FRA)                 | 104.                       |
| 133                        | Dries Devenyns (BEL)               | 100.                       |
| 134                        | Remco Evenepoel (BEL) (Zeitfahren) | 1.                         |
| 135                        | Fausto Masnada (ITA)               | 57.                        |
| 136                        | Pieter Serry (BEL)                 | DNS-9                      |
| 137                        | Ilan Van Wilder (BEL)              | 40.                        |
| 138                        | Louis Vervaeke (BEL)               | 58.                        |

| BikeExchange-Jayco BEX | BikeExchange-Jayco BEX             | BikeExchange-Jayco BEX |
| ---------------------- | ---------------------------------- | ---------------------- |
| Nr.                    | Fahrer                             | Platz                  |
| 141                    | Simon Yates (GBR)                  | DNS-11                 |
| 142                    | Lawson Craddock (USA) (Zeitfahren) | 55.                    |
| 143                    | Luke Durbridge (AUS)               | 112.                   |
| 144                    | Kaden Groves (AUS)                 | 113.                   |
| 145                    | Lucas Hamilton (AUS)               | 78.                    |
| 146                    | Michael Hepburn (AUS)              | 118.                   |
| 147                    | Kelland O’Brien (AUS)              | DNF-14                 |
| 148                    | Callum Scotson (AUS)               | DNS-12                 |

| Team DSM DSM | Team DSM DSM                  | Team DSM DSM |
| ------------ | ----------------------------- | ------------ |
| Nr.          | Fahrer                        | Platz        |
| 151          | Thymen Arensman (NED)         | 6.           |
| 152          | Nikias Arndt (GER)            | DNS-8        |
| 153          | Marco Brenner (GER)           | 74.          |
| 154          | John Degenkolb (GER)          | 124.         |
| 155          | Mark Donovan (GBR)            | DNS-8        |
| 156          | Jonas Iversby Hvideberg (NOR) | 110.         |
| 157          | Joris Nieuwenhuis (NED)       | 106.         |
| 158          | Henri Vandenabeele (BEL)      | DNF-9        |

| Trek-Segafredo TFS | Trek-Segafredo TFS     | Trek-Segafredo TFS |
| ------------------ | ---------------------- | ------------------ |
| Nr.                | Fahrer                 | Platz              |
| 161                | Julien Bernard (FRA)   | 88.                |
| 162                | Dario Cataldo (ITA)    | 117.               |
| 163                | Kenny Elissonde (FRA)  | 64.                |
| 164                | Daan Hoole (NED)       | DNS-5              |
| 165                | Alex Kirsch (LUX)      | 119.               |
| 166                | Juan Pedro López (ESP) | 97.                |
| 167                | Mads Pedersen (DEN)    | 102.               |
| 168                | Antonio Tiberi (ITA)   | 92.                |

| UAE Team Emirates UAD | UAE Team Emirates UAD       | UAE Team Emirates UAD |
| --------------------- | --------------------------- | --------------------- |
| Nr.                   | Fahrer                      | Platz                 |
| 171                   | Marc Soler (ESP)            | 27.                   |
| 172                   | Pascal Ackermann (GER)      | 111.                  |
| 173                   | Ivo Oliveira (POR)          | 131.                  |
| 174                   | Juan Ayuso (ESP)            | 3.                    |
| 175                   | João Almeida (POR) (Straße) | 5.                    |
| 176                   | Brandon McNulty (USA)       | 70.                   |
| 177                   | Sebastián Molano (COL)      | 126.                  |
| 178                   | Jan Polanc (SLO)            | 12.                   |

| Alpecin-Deceuninck AFC | Alpecin-Deceuninck AFC     | Alpecin-Deceuninck AFC |
| ---------------------- | -------------------------- | ---------------------- |
| Nr.                    | Fahrer                     | Platz                  |
| 181                    | Tim Merlier (BEL) (Straße) | 132.                   |
| 182                    | Floris De Tier (BEL)       | DNS-10                 |
| 183                    | Jimmy Janssens (BEL)       | 107.                   |
| 184                    | Xandro Meurisse (BEL)      | 39.                    |
| 185                    | Robert Stannard (AUS)      | 81.                    |
| 186                    | Lionel Taminiaux (BEL)     | 127.                   |
| 187                    | Gianni Vermeersch (BEL)    | 82.                    |
| 188                    | Jay Vine (AUS)             | DNF-18                 |

| Burgos-BH BBH | Burgos-BH BBH            | Burgos-BH BBH |
| ------------- | ------------------------ | ------------- |
| Nr.           | Fahrer                   | Platz         |
| 191           | Jetse Bol (NED)          | 89.           |
| 192           | Óscar Cabedo (ESP)       | 22.           |
| 193           | José Manuel Díaz (ESP)   | 43.           |
| 194           | Jesús Ezquerra (ESP)     | 68.           |
| 195           | Victor Langellotti (MON) | DNF-8         |
| 196           | Daniel Navarro (ESP)     | 44.           |
| 197           | Ander Okamika (ESP)      | 96.           |
| 198           | Manuel Peñalver (ESP)    | DNS-1         |

| Equipo Kern Pharma EKP | Equipo Kern Pharma EKP                | Equipo Kern Pharma EKP |
| ---------------------- | ------------------------------------- | ---------------------- |
| Nr.                    | Fahrer                                | Platz                  |
| 201                    | Roger Adrià (ESP)                     | DNS-11                 |
| 202                    | Urko Berrade (ESP)                    | 66.                    |
| 203                    | Héctor Carretero (ESP)                | DNS-11                 |
| 204                    | Francisco Galván (ESP)                | 105.                   |
| 205                    | Raúl García Pierna (ESP) (Zeitfahren) | 47.                    |
| 206                    | Pau Miquel (ESP)                      | DNS-11                 |
| 207                    | José Félix Parra (ESP)                | 26.                    |
| 208                    | Vojtěch Řepa (CZE)                    | 77.                    |

| Euskaltel-Euskadi EUS | Euskaltel-Euskadi EUS       | Euskaltel-Euskadi EUS |
| --------------------- | --------------------------- | --------------------- |
| Nr.                   | Fahrer                      | Platz                 |
| 211                   | Mikel Bizkarra (ESP)        | 28.                   |
| 212                   | Xabier Mikel Azparren (ESP) | 94.                   |
| 213                   | Ibai Azurmendi (ESP)        | 86.                   |
| 214                   | Joan Bou (ESP)              | 83.                   |
| 215                   | Carlos Canal (ESP)          | 84.                   |
| 216                   | Mikel Iturria (ESP)         | 93.                   |
| 217                   | Gotzon Martín (ESP)         | 76.                   |
| 218                   | Luis Ángel Maté (ESP)       | 62.                   |

| Arkéa-Samsic ARK | Arkéa-Samsic ARK         | Arkéa-Samsic ARK |
| ---------------- | ------------------------ | ---------------- |
| Nr.              | Fahrer                   | Platz            |
| 221              | Anthony Delaplace (FRA)  | DNS-8            |
| 222              | Élie Gesbert (FRA)       | 42.              |
| 223              | Thibault Guernalec (FRA) | DNF-13           |
| 224              | Simon Guglielmi (FRA)    | 60.              |
| 225              | Daniel McLay (GBR)       | 120.             |
| 226              | Łukasz Owsian (POL)      | 90.              |
| 227              | Clément Russo (FRA)      | 116.             |

| Jumbo-Visma TJV | Jumbo-Visma TJV                 | Jumbo-Visma TJV |
| --------------- | ------------------------------- | --------------- |
| Nr.             | Fahrer                          | Platz           |
| 1               | Primož Roglič (SLO)             | DNS-17          |
| 2               | Edoardo Affini (ITA)            | DNS-10          |
| 3               | Rohan Dennis (AUS) (Zeitfahren) | 52.             |
| 4               | Robert Gesink (NED)             | 41.             |
| 5               | Chris Harper (AUS)              | 33.             |
| 6               | Sepp Kuss (USA)                 | DNS-9           |
| 7               | Sam Oomen (NED)                 | 30.             |
| 8               | Mike Teunissen (NED)            | 91.             |

| AG2R Citroën Team ACT | AG2R Citroën Team ACT          | AG2R Citroën Team ACT |
| --------------------- | ------------------------------ | --------------------- |
| Nr.                   | Fahrer                         | Platz                 |
| 11                    | Ben O’Connor (AUS)             | 8.                    |
| 12                    | Clément Champoussin (FRA)      | 32.                   |
| 13                    | Jaakko Hänninen (FIN)          | DNS-7                 |
| 14                    | Bob Jungels (LUX) (Zeitfahren) | 51.                   |
| 15                    | Nans Peters (FRA)              | 61.                   |
| 16                    | Nicolas Prodhomme (FRA)        | 73.                   |
| 17                    | Antoine Raugel (FRA)           | 115.                  |
| 18                    | Andrea Vendrame (ITA)          | DNS-7                 |

| Astana Qazaqstan Team AST | Astana Qazaqstan Team AST | Astana Qazaqstan Team AST |
| ------------------------- | ------------------------- | ------------------------- |
| Nr.                       | Fahrer                    | Platz                     |
| 21                        | Miguel Ángel López (COL)  | 4.                        |
| 22                        | Samuele Battistella (ITA) | DNS-18                    |
| 23                        | David de la Cruz (ESP)    | 21.                       |
| 24                        | Jewgeni Fjodorow (KAZ)    | 123.                      |
| 25                        | Alexei Luzenko (KAZ)      | 71.                       |
| 26                        | Vincenzo Nibali (ITA)     | 45.                       |
| 27                        | Wadim Pronski (KAZ)       | 38.                       |
| 28                        | Harold Tejada (COL)       | 65.                       |

| Bahrain Victorious TBV | Bahrain Victorious TBV  | Bahrain Victorious TBV |
| ---------------------- | ----------------------- | ---------------------- |
| Nr.                    | Fahrer                  | Platz                  |
| 31                     | Mikel Landa (ESP)       | 15.                    |
| 32                     | Santiago Buitrago (COL) | DNS-12                 |
| 33                     | Gino Mäder (SUI)        | 20.                    |
| 34                     | Wout Poels (NED)        | DNS-9                  |
| 35                     | Luis León Sánchez (ESP) | 16.                    |
| 36                     | Jasha Sütterlin (GER)   | 85.                    |
| 37                     | Fred Wright (GBR)       | 67.                    |
| 38                     | Edoardo Zambanini (ITA) | 36.                    |

| Bora-Hansgrohe BOH | Bora-Hansgrohe BOH            | Bora-Hansgrohe BOH |
| ------------------ | ----------------------------- | ------------------ |
| Nr.                | Fahrer                        | Platz              |
| 41                 | Sam Bennett (IRL)             | DNS-10             |
| 42                 | Matteo Fabbro (ITA)           | 54.                |
| 43                 | Sergio Higuita (COL) (Straße) | 23.                |
| 44                 | Jai Hindley (AUS)             | 10.                |
| 45                 | Wilco Kelderman (NED)         | 18.                |
| 46                 | Jonas Koch (GER)              | 99.                |
| 47                 | Ryan Mullen (IRL)             | 128.               |
| 48                 | Danny van Poppel (NED)        | 121.               |

| Cofidis COF | Cofidis COF           | Cofidis COF |
| ----------- | --------------------- | ----------- |
| Nr.         | Fahrer                | Platz       |
| 51          | Jesús Herrada (ESP)   | 56.         |
| 52          | Bryan Coquard (FRA)   | DNS-17      |
| 53          | Davide Cimolai (ITA)  | 134.        |
| 54          | Thomas Champion (FRA) | 98.         |
| 55          | Rubén Fernández (ESP) | 59.         |
| 56          | José Herrada (ESP)    | DNS-10      |
| 57          | Rémy Rochas (FRA)     | DNF-7       |
| 58          | Davide Villella (ITA) | 53.         |

| EF Education-EasyPost EFE | EF Education-EasyPost EFE    | EF Education-EasyPost EFE |
| ------------------------- | ---------------------------- | ------------------------- |
| Nr.                       | Fahrer                       | Platz                     |
| 61                        | Rigoberto Urán (COL)         | 9.                        |
| 62                        | Jonathan Caicedo (ECU)       | 69.                       |
| 63                        | Hugh Carthy (GBR)            | 25.                       |
| 64                        | Esteban Chaves (COL)         | DNS-16                    |
| 65                        | Merhawi Kudus (ERI) (Straße) | 79.                       |
| 66                        | Mark Padun (UKR)             | 46.                       |
| 67                        | James Shaw (GBR)             | 87.                       |
| 68                        | Julius van den Berg (NED)    | 130.                      |

| Groupama-FDJ GFC | Groupama-FDJ GFC                  | Groupama-FDJ GFC |
| ---------------- | --------------------------------- | ---------------- |
| Nr.              | Fahrer                            | Platz            |
| 71               | Thibaut Pinot (FRA)               | 17.              |
| 72               | Bruno Armirail (FRA) (Zeitfahren) | DNS-18           |
| 73               | Fabian Lienhard (SUI)             | 122.             |
| 74               | Rudy Molard (FRA)                 | 31.              |
| 75               | Quentin Pacher (FRA)              | DNF-18           |
| 76               | Sébastien Reichenbach (SUI)       | 24.              |
| 77               | Miles Scotson (AUS)               | 109.             |
| 78               | Jake Stewart (GBR)                | DNS-8            |

| Ineos Grenadiers IGD | Ineos Grenadiers IGD               | Ineos Grenadiers IGD |
| -------------------- | ---------------------------------- | -------------------- |
| Nr.                  | Fahrer                             | Platz                |
| 81                   | Richard Carapaz (ECU) (Zeitfahren) | 14.                  |
| 82                   | Dylan van Baarle (NED)             | 49.                  |
| 83                   | Tao Geoghegan Hart (GBR)           | 19.                  |
| 84                   | Ethan Hayter (GBR) (Zeitfahren)    | DNS-10               |
| 85                   | Lucas Plapp (AUS) (Straße)         | 95.                  |
| 86                   | Carlos Rodríguez (ESP) (Straße)    | 7.                   |
| 87                   | Pavel Sivakov (FRA)                | DNS-11               |
| 88                   | Ben Turner (GBR)                   | 72.                  |

| Intermarché-Wanty-Gobert Matériaux IWG | Intermarché-Wanty-Gobert Matériaux IWG | Intermarché-Wanty-Gobert Matériaux IWG |
| -------------------------------------- | -------------------------------------- | -------------------------------------- |
| Nr.                                    | Fahrer                                 | Platz                                  |
| 91                                     | Jan Bakelants (BEL)                    | 29.                                    |
| 92                                     | Jan Hirt (CZE)                         | DNS-6                                  |
| 93                                     | Julius Johansen (DEN)                  | 129.                                   |
| 94                                     | Louis Meintjes (RSA)                   | 11.                                    |
| 95                                     | Domenico Pozzovivo (ITA)               | DNF-15                                 |
| 96                                     | Rein Taaramäe (EST) (Zeitfahren)       | DNF-17                                 |
| 97                                     | Gerben Thijssen (BEL)                  | DNF-9                                  |
| 98                                     | Boy van Poppel (NED)                   | DNF-12                                 |

| Israel-Premier Tech IPT | Israel-Premier Tech IPT           | Israel-Premier Tech IPT |
| ----------------------- | --------------------------------- | ----------------------- |
| Nr.                     | Fahrer                            | Platz                   |
| 101                     | Michael Woods (CAN)               | DNF-3                   |
| 102                     | Patrick Bevin (NZL)               | 75.                     |
| 103                     | Alessandro De Marchi (ITA)        | 103.                    |
| 104                     | Itamar Einhorn (ISR) (Straße)     | DNF-8                   |
| 105                     | Chris Froome (GBR)                | 114.                    |
| 106                     | Omer Goldstein (ISR) (Zeitfahren) |                         |
| 107                     | Carl Fredrik Hagen (NOR)          | 34.                     |
| 108                     | Daryl Impey (RSA)                 | 101.                    |

| Lotto-Soudal LTS | Lotto-Soudal LTS      | Lotto-Soudal LTS |
| ---------------- | --------------------- | ---------------- |
| Nr.              | Fahrer                | Platz            |
| 111              | Thomas De Gendt (BEL) | 80.              |
| 112              | Cedric Beullens (BEL) | 108.             |
| 113              | Filippo Conca (ITA)   | DNS-17           |
| 114              | Steff Cras (BEL)      | DNF-2            |
| 115              | Jarrad Drizners (AUS) | DNS-10           |
| 116              | Kamil Małecki (POL)   | 125.             |
| 117              | Harry Sweeny (AUS)    | DNS-10           |
| 118              | Maxim Van Gils (BEL)  | DNS-16           |

| Movistar Team MOV | Movistar Team MOV                    | Movistar Team MOV |
| ----------------- | ------------------------------------ | ----------------- |
| Nr.               | Fahrer                               | Platz             |
| 121               | Alejandro Valverde (ESP)             | 13.               |
| 122               | Mathias Norsgaard (DEN) (Zeitfahren) | DNS-10            |
| 123               | Lluís Mas (ESP)                      | 133.              |
| 124               | Enric Mas (ESP)                      | 2.                |
| 125               | Gregor Mühlberger (AUT)              | 50.               |
| 126               | Nélson Oliveira (POR)                | 37.               |
| 127               | José Joaquín Rojas (ESP)             | 48.               |
| 128               | Carlos Verona (ESP)                  | 35.               |

| Quick-Step Alpha Vinyl QST | Quick-Step Alpha Vinyl QST         | Quick-Step Alpha Vinyl QST |
| -------------------------- | ---------------------------------- | -------------------------- |
| Nr.                        | Fahrer                             | Platz                      |
| 131                        | Julian Alaphilippe (FRA) (Straße)  | DNF-11                     |
| 132                        | Rémi Cavagna (FRA)                 | 104.                       |
| 133                        | Dries Devenyns (BEL)               | 100.                       |
| 134                        | Remco Evenepoel (BEL) (Zeitfahren) | 1.                         |
| 135                        | Fausto Masnada (ITA)               | 57.                        |
| 136                        | Pieter Serry (BEL)                 | DNS-9                      |
| 137                        | Ilan Van Wilder (BEL)              | 40.                        |
| 138                        | Louis Vervaeke (BEL)               | 58.                        |

| BikeExchange-Jayco BEX | BikeExchange-Jayco BEX             | BikeExchange-Jayco BEX |
| ---------------------- | ---------------------------------- | ---------------------- |
| Nr.                    | Fahrer                             | Platz                  |
| 141                    | Simon Yates (GBR)                  | DNS-11                 |
| 142                    | Lawson Craddock (USA) (Zeitfahren) | 55.                    |
| 143                    | Luke Durbridge (AUS)               | 112.                   |
| 144                    | Kaden Groves (AUS)                 | 113.                   |
| 145                    | Lucas Hamilton (AUS)               | 78.                    |
| 146                    | Michael Hepburn (AUS)              | 118.                   |
| 147                    | Kelland O’Brien (AUS)              | DNF-14                 |
| 148                    | Callum Scotson (AUS)               | DNS-12                 |

| Team DSM DSM | Team DSM DSM                  | Team DSM DSM |
| ------------ | ----------------------------- | ------------ |
| Nr.          | Fahrer                        | Platz        |
| 151          | Thymen Arensman (NED)         | 6.           |
| 152          | Nikias Arndt (GER)            | DNS-8        |
| 153          | Marco Brenner (GER)           | 74.          |
| 154          | John Degenkolb (GER)          | 124.         |
| 155          | Mark Donovan (GBR)            | DNS-8        |
| 156          | Jonas Iversby Hvideberg (NOR) | 110.         |
| 157          | Joris Nieuwenhuis (NED)       | 106.         |
| 158          | Henri Vandenabeele (BEL)      | DNF-9        |

| Trek-Segafredo TFS | Trek-Segafredo TFS     | Trek-Segafredo TFS |
| ------------------ | ---------------------- | ------------------ |
| Nr.                | Fahrer                 | Platz              |
| 161                | Julien Bernard (FRA)   | 88.                |
| 162                | Dario Cataldo (ITA)    | 117.               |
| 163                | Kenny Elissonde (FRA)  | 64.                |
| 164                | Daan Hoole (NED)       | DNS-5              |
| 165                | Alex Kirsch (LUX)      | 119.               |
| 166                | Juan Pedro López (ESP) | 97.                |
| 167                | Mads Pedersen (DEN)    | 102.               |
| 168                | Antonio Tiberi (ITA)   | 92.                |

| UAE Team Emirates UAD | UAE Team Emirates UAD       | UAE Team Emirates UAD |
| --------------------- | --------------------------- | --------------------- |
| Nr.                   | Fahrer                      | Platz                 |
| 171                   | Marc Soler (ESP)            | 27.                   |
| 172                   | Pascal Ackermann (GER)      | 111.                  |
| 173                   | Ivo Oliveira (POR)          | 131.                  |
| 174                   | Juan Ayuso (ESP)            | 3.                    |
| 175                   | João Almeida (POR) (Straße) | 5.                    |
| 176                   | Brandon McNulty (USA)       | 70.                   |
| 177                   | Sebastián Molano (COL)      | 126.                  |
| 178                   | Jan Polanc (SLO)            | 12.                   |

| Alpecin-Deceuninck AFC | Alpecin-Deceuninck AFC     | Alpecin-Deceuninck AFC |
| ---------------------- | -------------------------- | ---------------------- |
| Nr.                    | Fahrer                     | Platz                  |
| 181                    | Tim Merlier (BEL) (Straße) | 132.                   |
| 182                    | Floris De Tier (BEL)       | DNS-10                 |
| 183                    | Jimmy Janssens (BEL)       | 107.                   |
| 184                    | Xandro Meurisse (BEL)      | 39.                    |
| 185                    | Robert Stannard (AUS)      | 81.                    |
| 186                    | Lionel Taminiaux (BEL)     | 127.                   |
| 187                    | Gianni Vermeersch (BEL)    | 82.                    |
| 188                    | Jay Vine (AUS)             | DNF-18                 |

| Burgos-BH BBH | Burgos-BH BBH            | Burgos-BH BBH |
| ------------- | ------------------------ | ------------- |
| Nr.           | Fahrer                   | Platz         |
| 191           | Jetse Bol (NED)          | 89.           |
| 192           | Óscar Cabedo (ESP)       | 22.           |
| 193           | José Manuel Díaz (ESP)   | 43.           |
| 194           | Jesús Ezquerra (ESP)     | 68.           |
| 195           | Victor Langellotti (MON) | DNF-8         |
| 196           | Daniel Navarro (ESP)     | 44.           |
| 197           | Ander Okamika (ESP)      | 96.           |
| 198           | Manuel Peñalver (ESP)    | DNS-1         |

| Equipo Kern Pharma EKP | Equipo Kern Pharma EKP                | Equipo Kern Pharma EKP |
| ---------------------- | ------------------------------------- | ---------------------- |
| Nr.                    | Fahrer                                | Platz                  |
| 201                    | Roger Adrià (ESP)                     | DNS-11                 |
| 202                    | Urko Berrade (ESP)                    | 66.                    |
| 203                    | Héctor Carretero (ESP)                | DNS-11                 |
| 204                    | Francisco Galván (ESP)                | 105.                   |
| 205                    | Raúl García Pierna (ESP) (Zeitfahren) | 47.                    |
| 206                    | Pau Miquel (ESP)                      | DNS-11                 |
| 207                    | José Félix Parra (ESP)                | 26.                    |
| 208                    | Vojtěch Řepa (CZE)                    | 77.                    |

| Euskaltel-Euskadi EUS | Euskaltel-Euskadi EUS       | Euskaltel-Euskadi EUS |
| --------------------- | --------------------------- | --------------------- |
| Nr.                   | Fahrer                      | Platz                 |
| 211                   | Mikel Bizkarra (ESP)        | 28.                   |
| 212                   | Xabier Mikel Azparren (ESP) | 94.                   |
| 213                   | Ibai Azurmendi (ESP)        | 86.                   |
| 214                   | Joan Bou (ESP)              | 83.                   |
| 215                   | Carlos Canal (ESP)          | 84.                   |
| 216                   | Mikel Iturria (ESP)         | 93.                   |
| 217                   | Gotzon Martín (ESP)         | 76.                   |
| 218                   | Luis Ángel Maté (ESP)       | 62.                   |

| Arkéa-Samsic ARK | Arkéa-Samsic ARK         | Arkéa-Samsic ARK |
| ---------------- | ------------------------ | ---------------- |
| Nr.              | Fahrer                   | Platz            |
| 221              | Anthony Delaplace (FRA)  | DNS-8            |
| 222              | Élie Gesbert (FRA)       | 42.              |
| 223              | Thibault Guernalec (FRA) | DNF-13           |
| 224              | Simon Guglielmi (FRA)    | 60.              |
| 225              | Daniel McLay (GBR)       | 120.             |
| 226              | Łukasz Owsian (POL)      | 90.              |
| 227              | Clément Russo (FRA)      | 116.             |